# 岡本保孝
岡本 保孝（おかもと やすたか、1797年8月21日（寛政9年7月29日）- 1878年（明治11年）4月5日）は、江戸時代末期から明治時代の国学者、旗本である。号は況斎等。字は子戒。通称は縫殿助後に勘右衛門。本姓は若林。

## 経歴・人物
江戸幕府旗本の若林包貞の次男として江戸に生まれる。後に岡本保修の養子となり岡本と改姓する。その後、学問に専念し清水浜臣及び狩谷棭斎の門人となり、儒学や国学を学ぶ。
これによって、和漢の概念を持った著書を出版し、考証をよくした。明治維新後は昌平大学の修士となり、この学問を取り入れた蔵書を数多く執筆した。なお、保孝には数多くの門人がおり、執筆した蔵書は現在主に国立国会図書館や静嘉堂文庫が所蔵している。

## 主な著作物

### 主著
- 『新序考』（況齋 著、江戸後期）写。
- 『語彙 一巻』（岡本保孝 等編）文部省編輯局、1871年。～『語彙 十三巻』（岡本保孝 等編）文部省編輯局、1884年。
- 『況斎雑話』国書刊行会〈百家随筆 第二〉、1917年。
- 『傍廂糾繆』国書刊行会〈百家随筆 第三〉、1917年、437 - 447頁。
- 『難波江』 1～7
- 『韻鏡攷』（况齋岡本保孝 稿）希雄 写、1928年。
- 『倭字攷』（三ケ尻浩 校訂）三ケ尻浩。
- 『博士読攷証』（中田祝夫 解説）勉誠社〈勉誠社文庫29〉、1977年。

### その他の著書
- 『況斎叢書』 1～64
- 『安国論考』
- 『周尺攷辨』（狩谷棭斎共著）。
- 『十八史略校本』（安政4年）写、1857年。
- 本居春庭『詞のやちまた 上』（清水浜臣 補、岡本保孝 注、加部巌夫 校正）清水信・白楽圃・泊洦舎 合梓、1880年。
- 本居春庭『詞のやちまた 下』（清水浜臣 補、岡本保孝 注、加部巌夫 校正）清水信・白楽圃・泊洦舎 合梓、1880年。

等